# Радіоелектронна розвідка

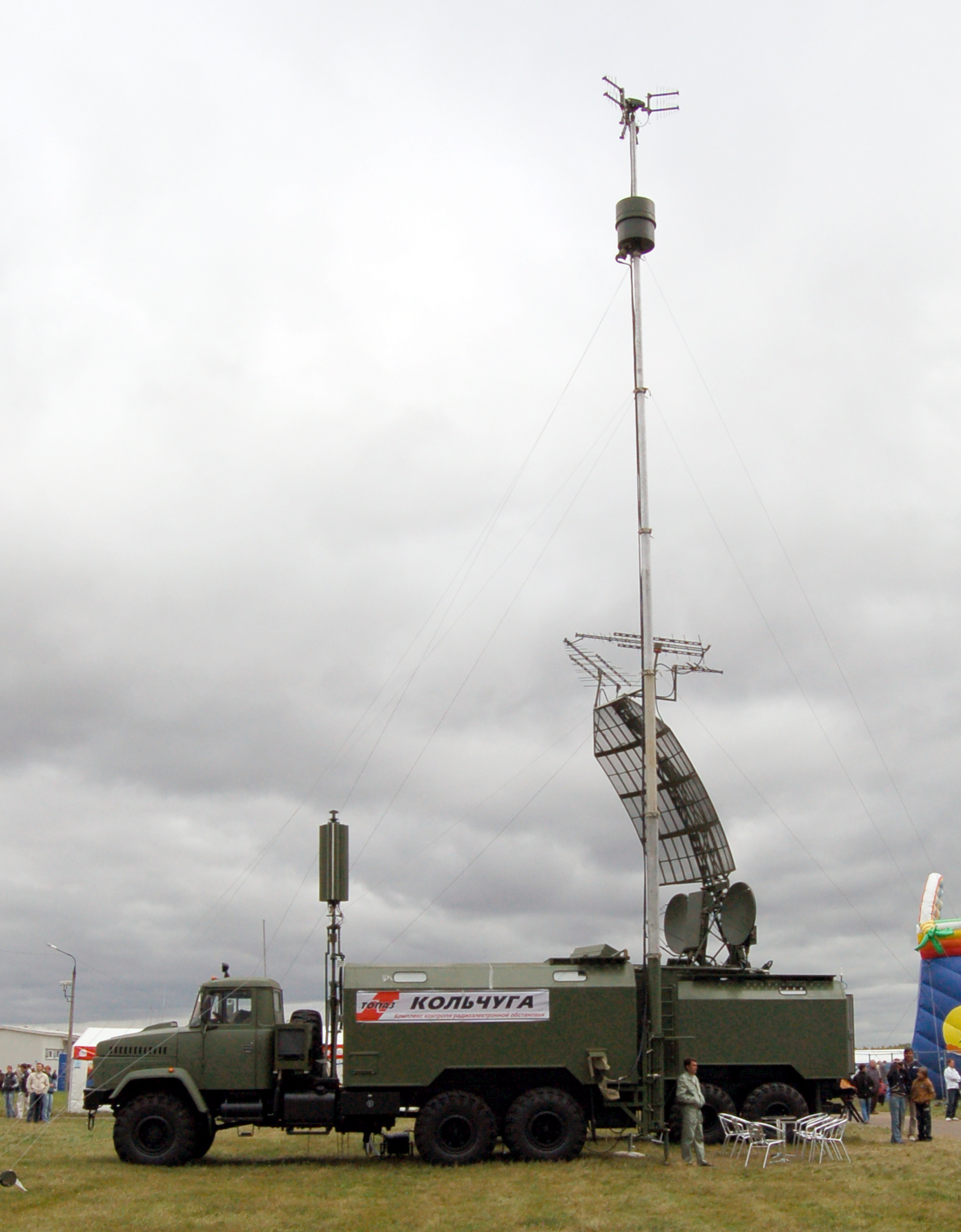
Станція радіотехнічної розвідки «Кольчуга»

Радіоелектронна розвідка (абр. РЕР; англ. Electronic signals intelligence (ELINT)) — вид технічної розвідки. Добування розвідувальних відомостей про противника шляхом перехоплення і аналізу випромінювань його радіоелектронних засобів з застосуванням спеціальних технічних пристроїв. Як правило, термін «радіоелектронна розвідка» вживають для позначення розвідки засобів зв'язку і радіотехнічної розвідки у випадках, коли немає необхідності поділяти ці два види розвідки, або для підкреслення їх єдності. Радіоелектронна розвідка поділяється на радіорозвідку, радіотехнічну, радіолокаційну, радіотеплову (тепловізійну), теплову (інфрачервону), лазерну, телевізійну, звукову, гідроакустичну розвідки.

## Види радіоелектронної розвідки
Радіоелектронна розвідка є найважливішою частиною державної та воєнної розвідки різних країн і являє собою основний, а в багатьох випадках, єдиний спосіб добування розвідувальної інформації. За різними оцінками засобами РЕР добувається 80-90 % первинної інформації.
Радіоелектронна розвідка класифікується за кількома ознаками.
- За цільовим призначенням і характером інформації, що добувається:
  - Стратегічна радіоелектронна розвідка ведеться в інтересах урядових органів та вищого військового командування з метою добування всебічної інформації про розвідувані країні через випромінювання радіоелектронних засобів різних відомств і служб. Здійснюється радіотехнічними підрозділами центральних органів розвідки держави (частини і підрозділи спеціальної технічної розвідки (СТР), серед іншого на них покладається перехоплення і дешифрування каналів урядового зв'язку, зв'язку дипломатичних установ тощо) і воєнної розвідки (радіотехнічні частини і з'єднання особливого призначення (ОСПРИЗ), що добувають інформацію необхідну для підготовки збройних сил і ресурсів держави до війни, прийняття рішення про початок військових дій та вмілого ведення стратегічних операцій).
  - Тактична радіоелектронна розвідка притаманна воєнній розвідці і є одним з видів бойового забезпечення військ інформацією шляхом безперервного спостереження за електромагнітним випромінюванням численних військових пристроїв та система противника різного призначення. Вона в змозі добувати важливі відомості для ведення бойових дій силами з'єднань, частин та підрозділів.

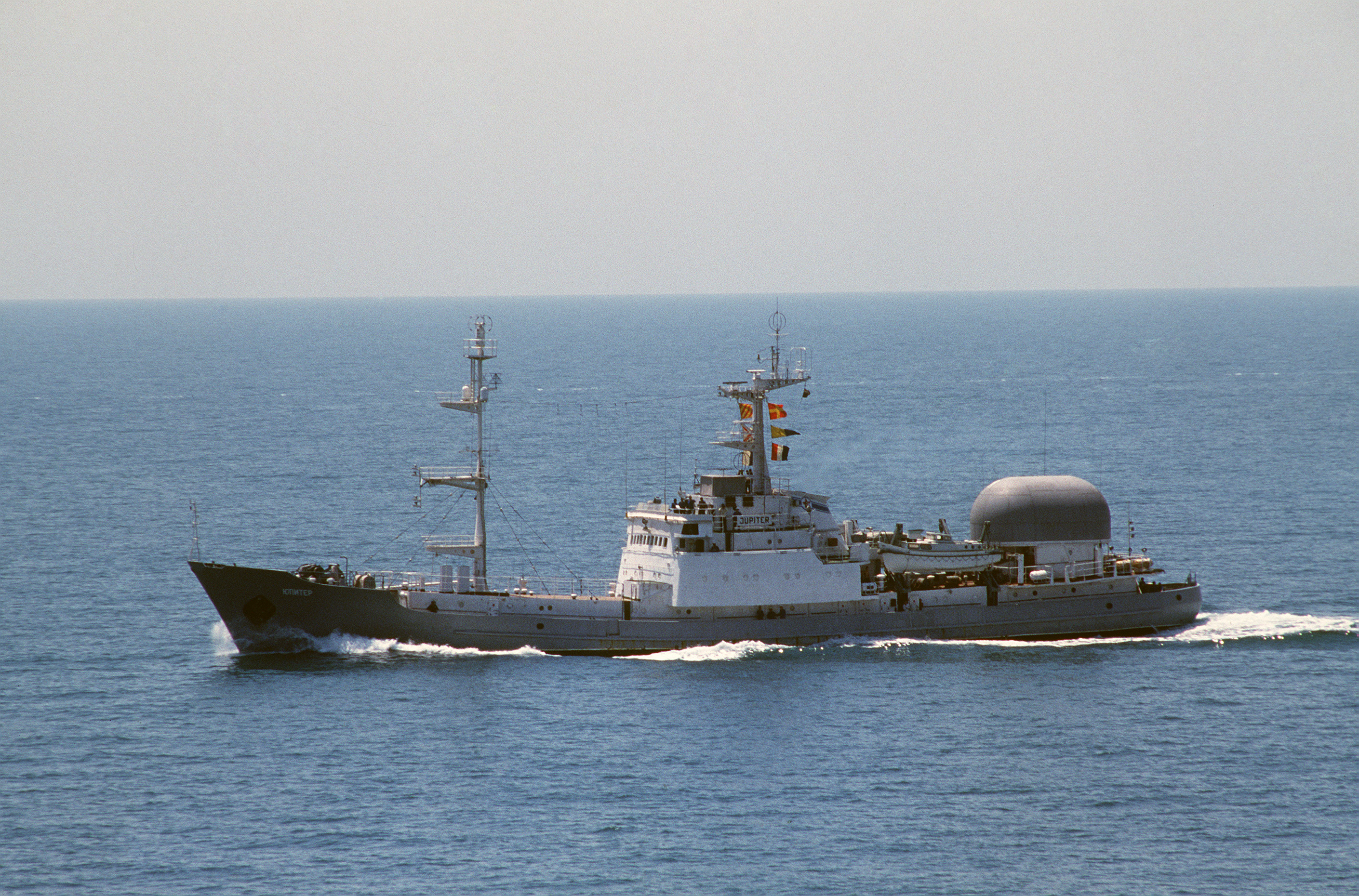
Середній розвідувальний корабель «Юпітер»

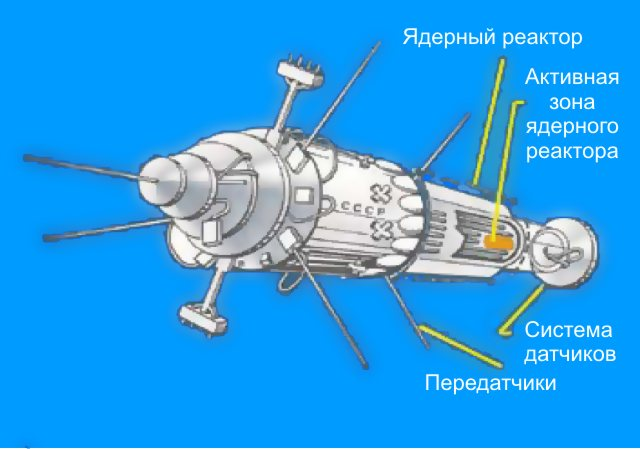
Супутник-розвідник УС-А системи «Легенда»

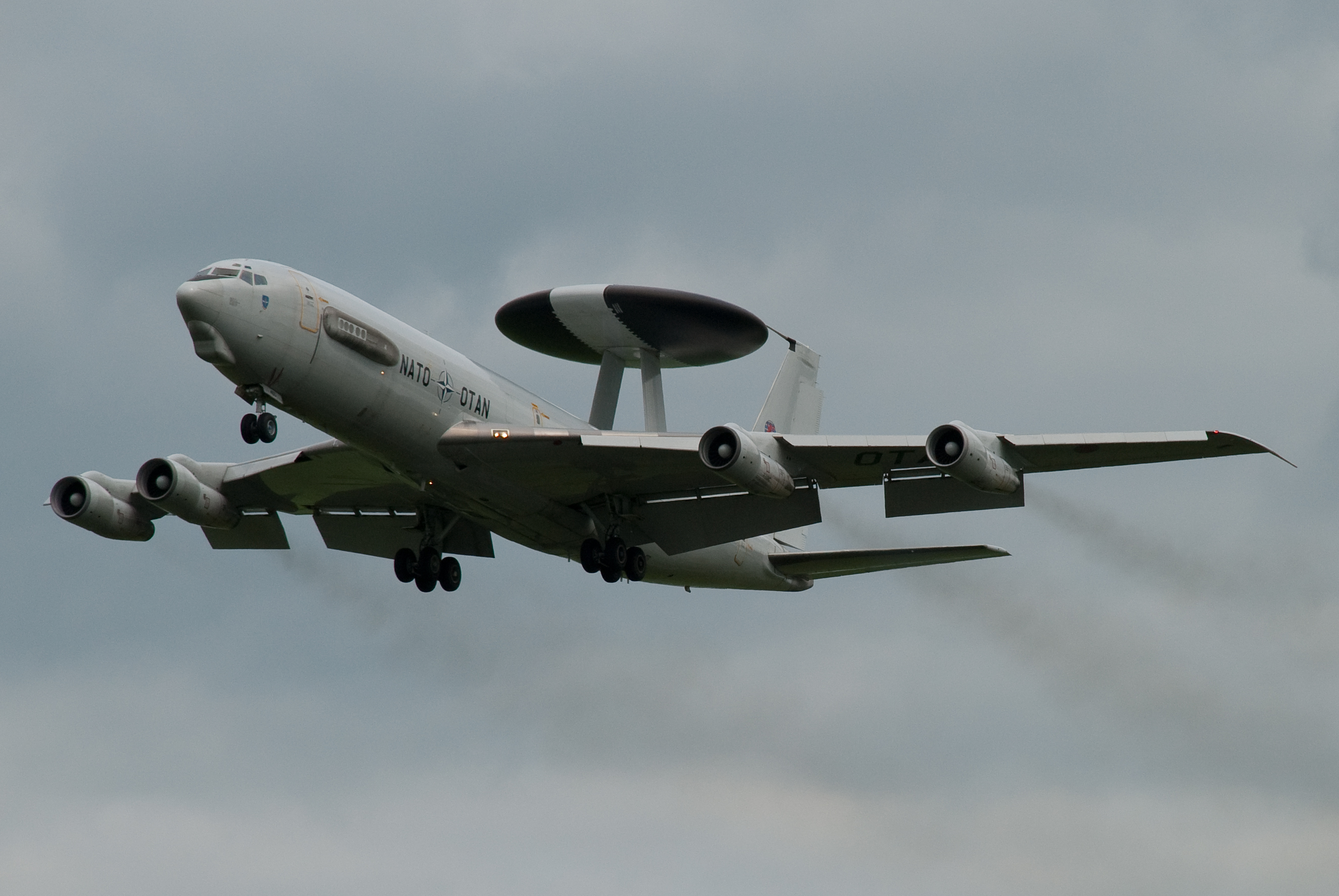
Літак ДРЛВ E-3A системи AWACS

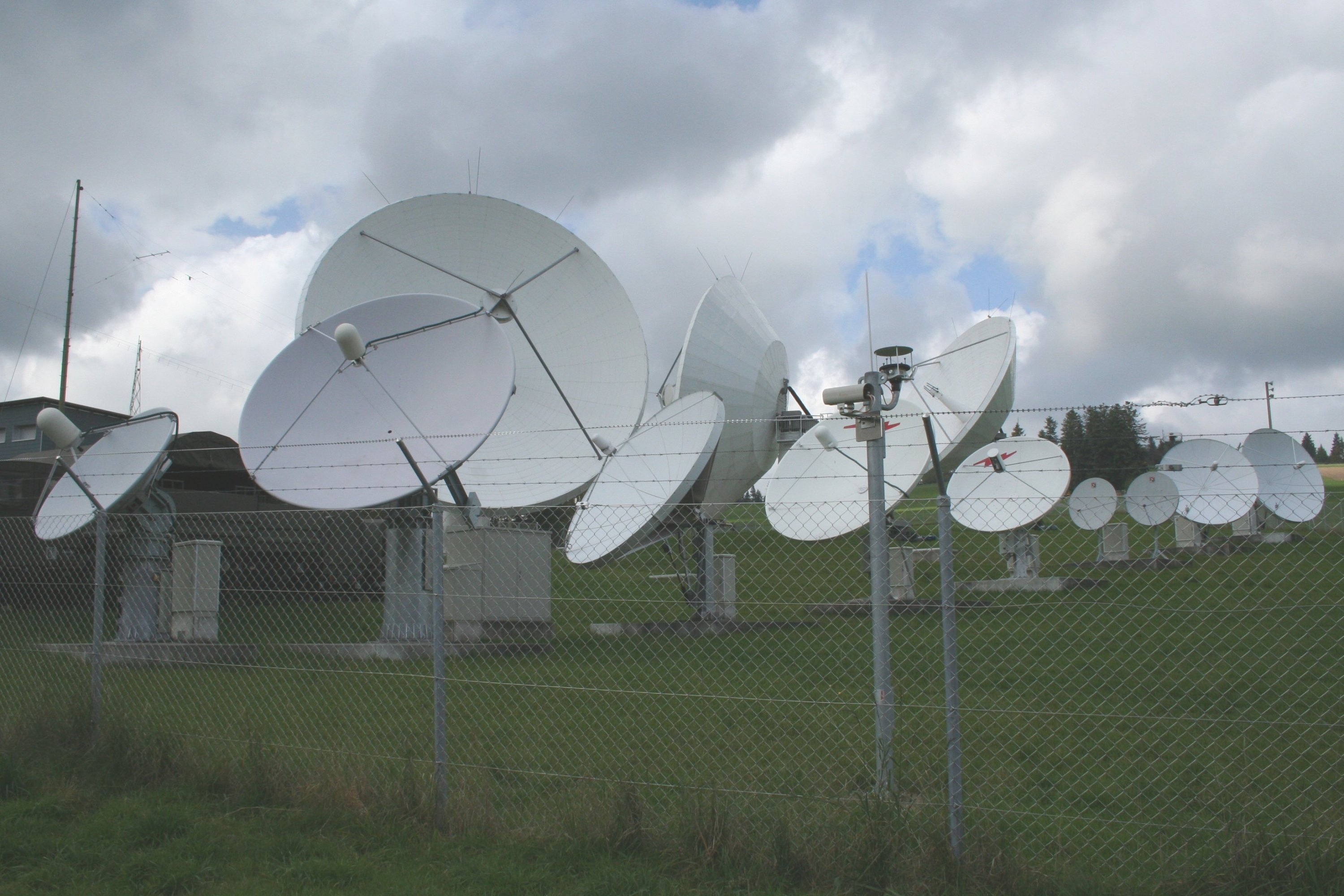
Станція радіоперехоплення системи Onyx у Леку, кантон Вале (Швейцарія)

- За використовуваними принципами та засобам розвідки:
  - Радіорозвідка (англ. Communications Intelligence, COMMINT) — один з найпоширеніших видів пасивної РЕР. Вона ведеться шляхом перехоплення сигналів радіозв'язку (телефонії, телеграфії та ін.). Основне завдання радіорозвідки — добування відомостей шляхом виявлення, перехоплення відкритих, кодованих передач радіостанцій, пеленгування джерел радіосигналів та визначення їх місцезнаходження, обробка та аналіз перехопленої інформації в цілях розкриття її змісту.
  - Радіотехнічна розвідка (англ. Electronic Intelligence, ELINT) — пасивний вид РЕР, метою якого є для виявлення сигналів РЛС, телеметричних та телекомандних систем, їх технічний аналіз і прив'язка (технічне розпізнавання об'єктів). В деяких спецслужбах телеметрична розвідка (англ. Telemetry Intelligence, TELINT) — перехоплення сигналів телеметрії під час випробувань техніки, виділяється в окремий підвид радіотехнічної розвідки.
  - Розвідка фізичних полів (англ. Measurement and Signatures Intelligence, MASINT) — прийом та вимірювання фізичних полів різних об'єктів, наприклад, параметрів ядерного вибуху, акустичних полів підводних човнів та ін.
  - Також виділяють окремі види радіоелектронної розвідки, які використовують певні технічні засоби: радіолокаційну (англ. Radar Intelligence, RADINT), телевізійну (англ. Television Intelligence, TELINT), інфрачервону (англ. Infrared Sets Reconnassaince), лазерну (англ. Laser Sets Reconnassaince) та деякі інші.

- За місцем базування (місцезнаходженням) засобів розвідки. Розрізняють наземну, морську, повітряну та космічну радіоелектронну розвідку. За своїм змістом інформація, здобута цими видами розвідки, поділяється на оперативну та технічну.

## Специфічні особливості РЕР, ключові вимоги
Радіоелектронна розвідка в порівнянні з іншими видами розвідувальної діяльності має низку особливостей:
- діє без безпосереднього контакту з об'єктами розвідки,
- охоплює великі відстані та простір, межі яких визначаються особливостями поширення радіохвиль різних частот,
- може вестись безперервно в різний час року і доби та при будь-якій погоді,
- забезпечує високу достовірність інформації, оскільки вона виходить безпосередньо від противника,
- здатна отримувати велику кількість інформації різного характеру та змісту,
- забезпечує отримання інформації в найкоротші терміни, як правило в реальному масштабі часу,
- малоуразлива і в багатьох випадках недосяжна для противника,
- діє приховано; противник, зазвичай, не в змозі встановити факт ведення розвідки.

Основними вимогами, що пред'являються до радіоелектронної розвідки, є цілеспрямованість, безперервність, активність, оперативність, прихованість, достовірність та точність.
- Цілеспрямованість розвідки полягає в суворій відповідності поставленим завданням, і досягається правильним визначенням завдань, районів та об'єктів розвідки; комплексним веденням розвідки за єдиним планом, розподілом її зусиль по важливих напрямках (районам, об'єктам); зосередженням зусиль розвідки на виконання головних завдань.
- Безперервність полягає у веденні її у всіх видах бойових дій, вдень та вночі, в будь-яких умовах місцевості та погоди. Досягається ретельною організацією та підготовкою до бойового чергування, своєчасною постановкою завдань та систематичним контролем за веденням розвідки; передачею розвідувальних відомостей на зміну підрозділів.
- Активність РЕР полягає в наполегливому прагненні добути необхідні розвідувальні відомості про противника. Це досягається вмілим та своєчасним застосуванням засобів радіоперехоплення, нових прийомів та способів ведення розвідки, заснованих на правильному розумінні завдань та обстановки, знанні організації військ противника, його техніки та тактичних прийомів ведення бою.
- Оперативність полягає у своєчасному добуванні, обробці, аналізі та доведенні розвідувальних відомостей про об'єкти противника до командування. Досягається передбаченням розвитку обстановки, своєчасним плануванням розвідки та постановкою розвідувальних завдань виконавцям; скороченням витрат часу на збір, обробку та доведення розвідувальної інформації.
- Прихованість полягає в дотриманні умов, що виключають можливість виявлення противником засобів РЕР, і досягається ретельним маскуванням, дотриманням дисципліни при веденні розвідки.
- Достовірність полягає у виявленні та правильній оцінці істинних, демонстративних та помилкових об'єктів і дій противника. Досягається отриманням розвідувальної інформації від різних джерел, ретельним її аналізом, перевіркою та за необхідності проведенням дорозвідки.
- Точність визначення координат розвідуваних об'єктів полягає у встановленні їх координат з помилками, що не перевищують необхідний рівень та забезпечують ефективне застосування засобів ураження, і досягається застосуванням сучасних засобів пеленгування, створенням пеленгаторної бази.

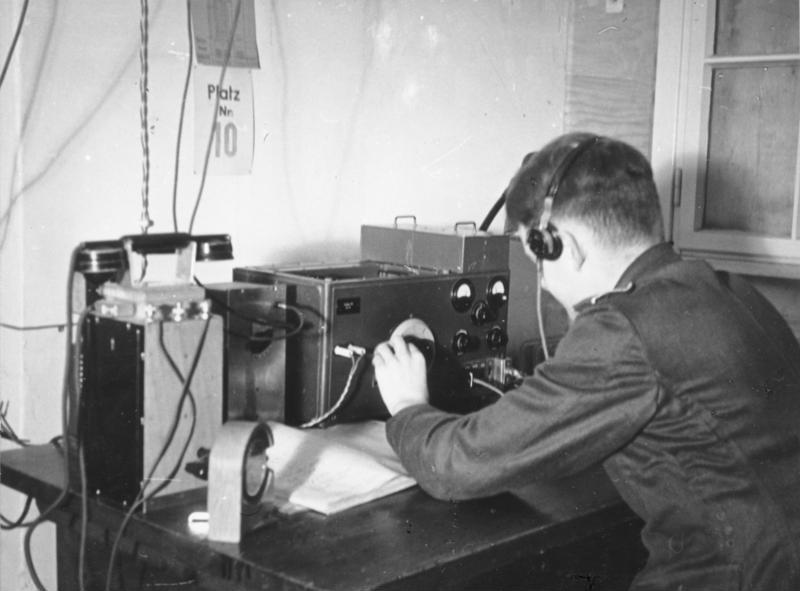
Пост радіоперехоплення служби OKW. Абвер. 1939

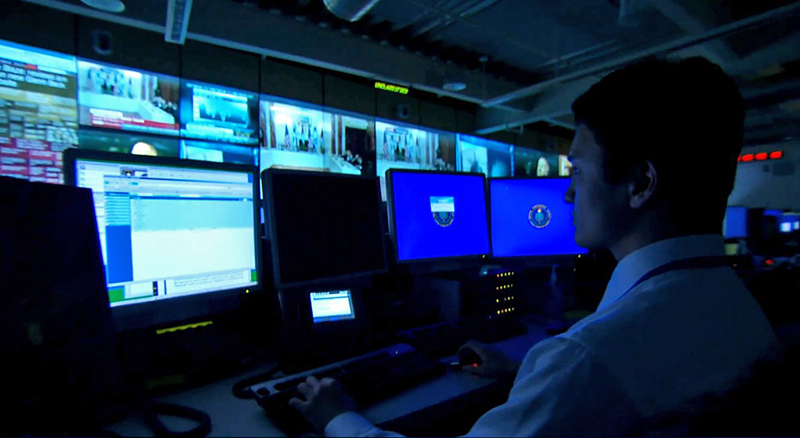
Пост контролю РЕО в Аналітичному центрі РУМО США на авіабазі Боллінг. 2012

## Технічні засоби радіоелектронної розвідки
Технічну основу радіоелектронної розвідки складають:
- пасивні пристрої пошуку, перехоплення та аналізу радіовипромінювань та пеленгування джерел електромагнітних випромінювань;
- активні радіолокаційні та лазерні засоби спостереження, виявлення та розпізнавання;
- оптико-електронні прилади та інші прилади реєстрації фізичних полів об'єктів.

У комплекс технічних засобів радіоелектронної розвідки входять:
- приймальні антени спрямованої та ненаправленої дії з антено-фідерними пристроями,
- радіоприймачі, у тому числі панорамні,
- радіопеленгатори,
- аналізатори спектру прийнятих сигналів,
- пристрої для автоматичного відліку змін пеленгу та частоти, стандарти частоти і часу,
- вихідні пристрої для прийому сигналів телефонних та телеграфних ущільнених каналів радіозв'язку, демодулятори
- кінцеві пристрої слухового прийому (телефони, динаміки)
- засоби реєстрації (індикації) сигналів,
- прилади розшифровки, обробки та зберігання прийнятої інформації, у тому числі ЕОМ,
- засоби управління, зв'язку та передачі добутої інформації.

## Система радіоелектронної розвідки Збройних сил України
У спадок від Радянської армії Збройним силам України дісталась потужна система радіоелектронної розвідки, яка була не тільки збережена, а й докорінно вдосконалена: на базі існуючих сил та засобів розвідки була створена централізована система інтегрована до загальної структури Збройних сил незалежної України.
В структурі ГУР МО України був створений орган управління засобами і силами РЕР, а на базі радіотехнічних бригад ОСПРИЗ, та окремих підрозділів РР/РТР були створені Регіональні центри радіоелектронної розвідки (РЦ РЕР) та інші частини. Система РЕР Збройних сил має видову структуру. До її складу входять Головний центр РЕР (Київ), частини та підрозділи РЕР Сухопутних військ, Повітряних та Військово-Морських Сил.

### Структура РЕР ЗС України

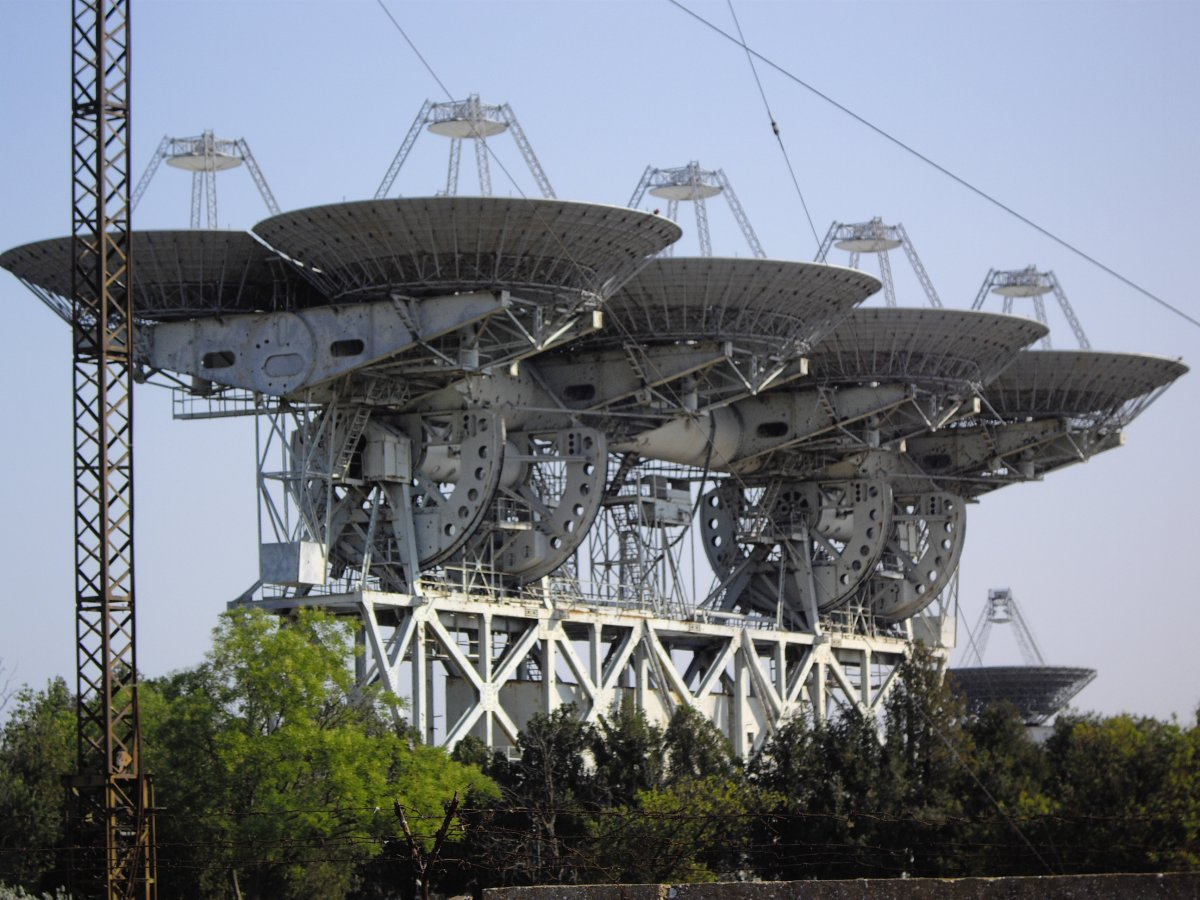
Радіотехнічний комплекс «Плутон» НЦ УВКЗ (Євпаторія)

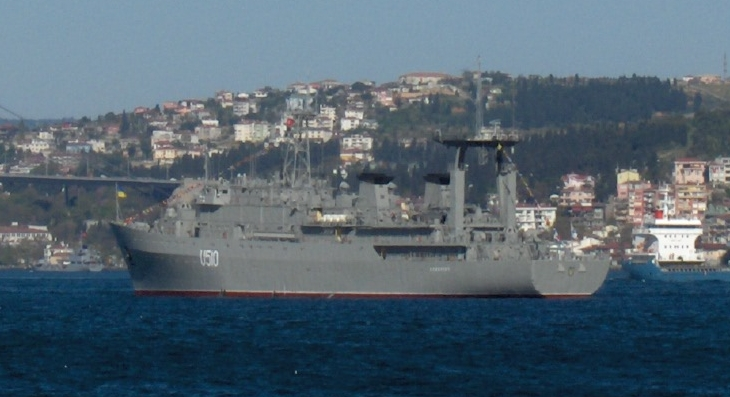
Розвідувальний корабель U510 «Славутич» проходить протоку Босфор

- Головний центр РЕР (Київська область)

В підпорядкуванні Сухопутних військ:
- Регіональний центр РЕР «Північ» (Чернігів)
  - окремий центр РЕР (Харківська область)
  - окремий маневрений центр РЕР (Луганська область)
- Регіональний центр РЕР «Південь» (Красносілка)
  - окремий центр РЕР (Одеська область)
  - окремий центр РЕР (Одеська область)
  - окремий центр РЕР (АР Крим)
  - маневрений центр РЕР (Одеська область)
  - окремий центр розвідки випромінювань радіокосмічних об'єктів (Одеська область)
- Регіональний центр РЕР «Захід» (Броди)
  - окремий центр РЕР (Закарпатська область)
  - окремий центр РЕР (Вінницька область)
  - маневрений центр РЕР (Волинська область)

В підпорядкуванні Повітряних Сил:
- 19-й окремий полк радіо- і радіотехнічної розвідки (Миколаїв)
  - окремий центр РіРТР (Одеська область)
  - окремий центр РіРТР (АР Крим)
  - окремий центр РіРТР (Волинська область)
  - підрозділ РіРТР (Миколаївська область)

В підпорядкуванні Військово-Морських Сил:
- Центр РЕР ВМС (АР Крим)

Важливим джерелом інформації для Головного управління розвідки Міністерства оборони є Національний центр управління та випробування космічних засобів Державного космічного агентства України (НЦ УВКЗ). НЦ УВКЗ не є військовим формуванням, і не входить в систему радіоелектронної розвідки, проте є важливим джерелом інформації, отриманої спеціальними технічними засобами, в тому числі і для ГУР МО.
Спеціалістів для частин радіоелектронної розвідки готують у Житомирському військовому інституті радіоелектроніки імені С. П. Корольова.

## РЕР Служби зовнішньої розвідки України
Департамент технічної розвідки СЗР України, як спеціальний технічний підрозділ, був сформований 19 червня 1992 року. Цей департамент та його підрозділи, дислоковані у регіонах держави, мають на озброєнні унікальне оснащення, тут працюють фахівці у галузі радіоперехоплення і криптографії, системні програмісти та аналітики. Це дає можливість регулярно здобувати конфіденційну інформацію політичного, економічного, науково-технічного та військово-стратегічного характеру, забезпечувати активну участь української розвідки у боротьбі з міжнародним тероризмом і транснаціональною організованою злочинністю. Радіоелектронна розвідка дозволяє вчасно відслідковувати глобальні тенденції у світовій економіці, еволюцію та динаміку розвитку політики ключових партнерів України.